# Casa Señorial

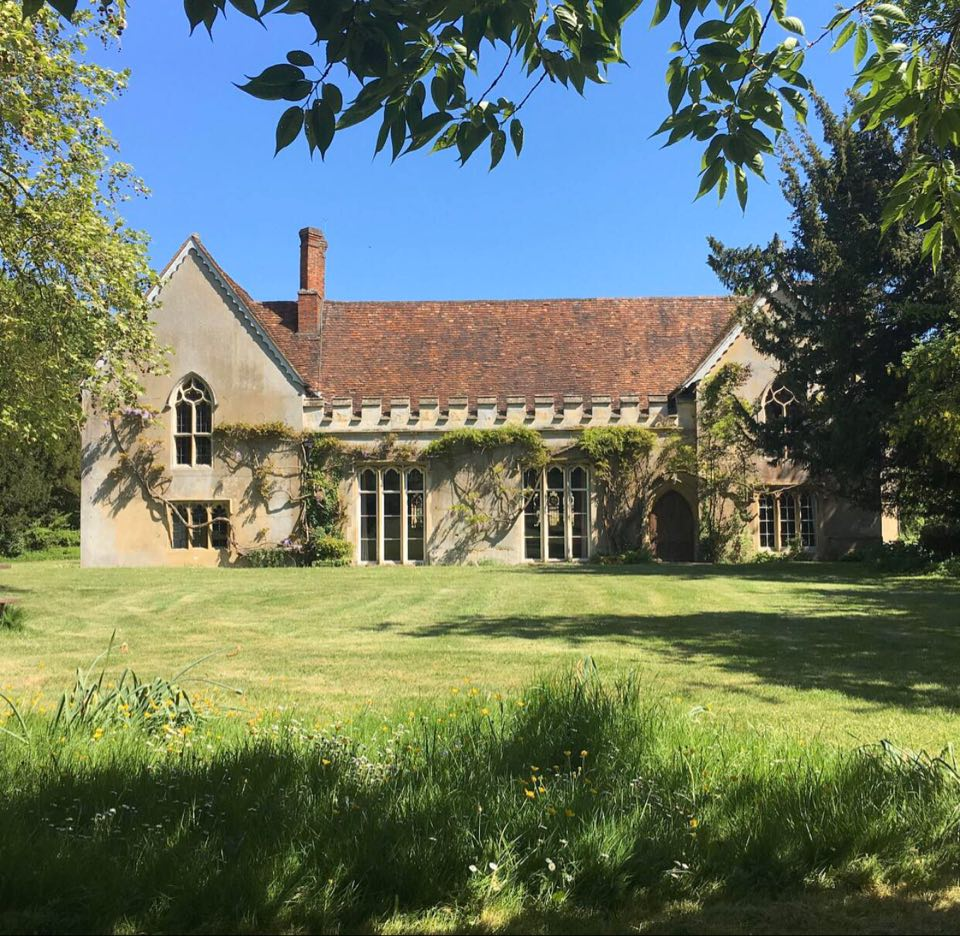
La Abadía de Sutton Courtenay en Oxfordshire (previamente Berkshire), considerado un ejemplo de casa señorial medieval inglesa.

La casa señorial fue históricamente la residencia principal del "Lord of the manor"  el "Caballero o Señor terrateniente" de una finca rural o señorío. La casa formaba el centro administrativo de un "Señorío" en el sistema feudal europeo; dentro de su gran salón se celebraban los "tribunales señoriales", comidas comunales con inquilinos del señorío y grandes banquetes. El término se aplica hoy imprecisamente a varias casas de campo, que con frecuencia datan de la Edad Media Tardía, que antiguamente albergaba a la nobleza terrateniente.
Las casas señoriales a veces estaban fortificadas, aunque no tanto como los castillos, en muchos casos esto fue más bien estético y no necesariamente para una defensa eficaz. Estas casas existieron en la mayoría de los países europeos donde hubo feudalismo, también a veces se les llamó de esta forma a castillos, palacios o mansiones.

## Función
El "caballero del señorío" puede haber tenido varias propiedades dentro de un condado o, por ejemplo, en el caso de un barón feudal, repartidas por un reino, que ocupaba solo en visitas ocasionales. Aun así, los negocios del señorío estaban dirigidos y controlados por tribunales señoriales ordinarios, que nombraban funcionarios como el alguacil, que otorgaban arrendamientos de propiedad a los inquilinos, resolvían disputas entre los arrendatarios y administraban justicia en general.

## Arquitectura

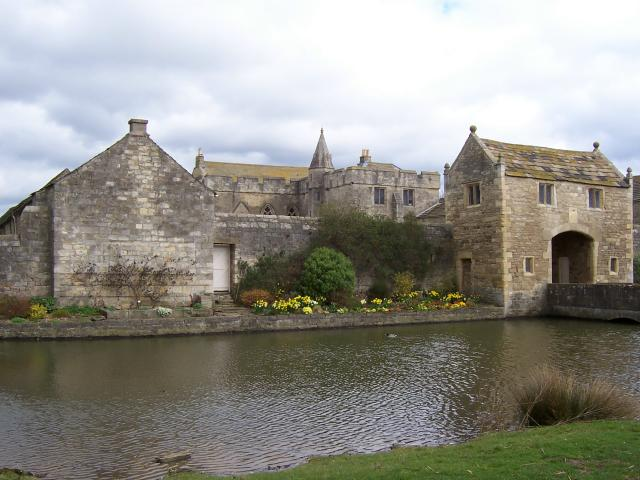
Markenfield Hall en Yorkshire del Norte, una casa señorial del con foso y puerta de entrada.

Aunque normalmente no se construyeron con fuertes fortificaciones como los castillos, muchas casas solariegas estaban fortificadas, lo que requería de una "licencia real para almenares". A menudo estaban encerradas dentro de muros o zanjas que muchas veces también incluían los edificios agrícolas, dispuestos para la defensa contra bandas itinerantes de atracadores y ladrones, en días en los que no existía la policía, a menudo estaban rodeados por un foso con un puente levadizo, y estaban equipadas con puertas de entrada y torres de vigilancia, pero sin torreón como en los castillos, grandes torres o elevados muros diseñados para resistir un asedio. La característica principal de la casa señorial fue su gran salón, al que se añadieron departamentos subsidiarios a medida que la disminución de la guerra feudal permitía una vida doméstica más pacífica.
A principios del siglo XVI, tanto las casas solariegas como los pequeños castillos comenzaron a adquirir el carácter y las comodidades de las residencias de los "señores del campo", y se prescindió de muchos elementos defensivos, por ejemplo, Sutton Place en Surrey, hacia 1521. Hacia finales del del siglo esta transformación del modo de vida produjo muchos de los castillos renacentistas de Francia y las numerosas mansiones de campo de los estilos isabelino y jacobino en Inglaterra.

## Historia

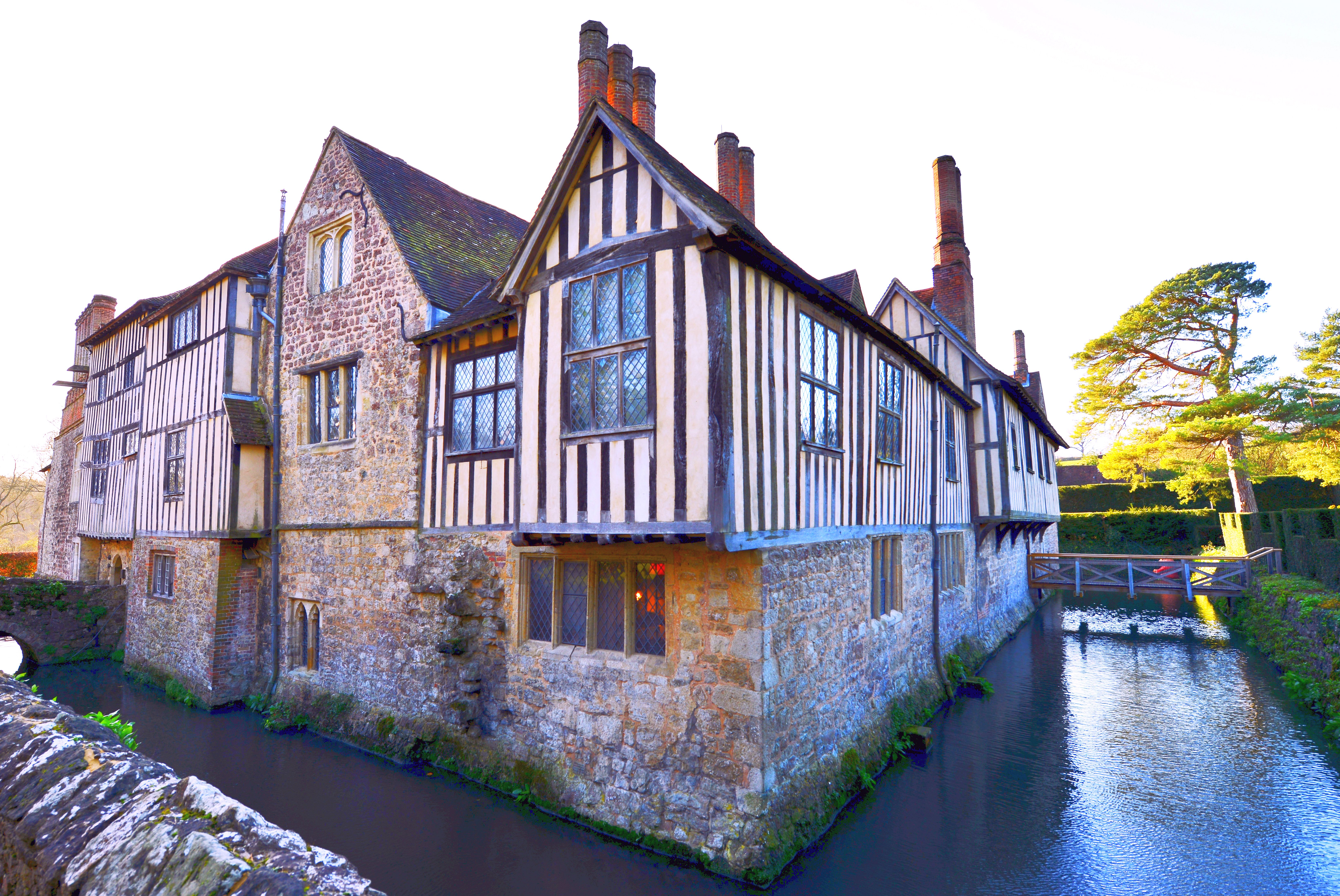
Mota de Ightham, una casa señorial con foso del en Kent, Inglaterra

Antes del año1600, las casas más grandes solían estar fortificadas, generalmente con verdaderos propósitos defensivos, pero a medida que el reino de Inglaterra se volvió internamente más pacífico después de la Guerra de las Rosas, la fortificación se mantuvo como una forma de símbolo de estatus, que reflejaba la posición de sus propietarios como dignos de recibir la "licencia real" para fortificar. El período Tudor (siglo XVI), de estabilidad en Inglaterra, vio la construcción de la primera de las grandes casas no fortificadas, como Sutton Place en Surrey, de alrededor de 1521. La disolución de los monasterios durante el reinado de Enrique VIII resultó en la venta de muchas antiguas propiedades monásticas a los favoritos del rey, quienes luego las convirtieron en casas de campo privadas, como por ejemplo, la Abadía de Woburn, la Abadía de Forde, o el Priorato de Nostell y muchas otras mansiones con el sufijo Abadía (en inglés: Abbey) o Priorato (en inglés: Priory) a su nombre.
Durante la segunda mitad del reinado de Isabel I (1558-1603) y bajo su sucesor, el rey Jacobo I (1603-1625), comenzaron a aparecer las primeras mansiones diseñadas por arquitectos y no por meros albañiles o constructores. Residencias como la Casa Burghley, la Casa Longleat y la Casa Hatfield se encuentran entre las más conocidas de este período y hoy parecen personificar la casa de campo inglesa.

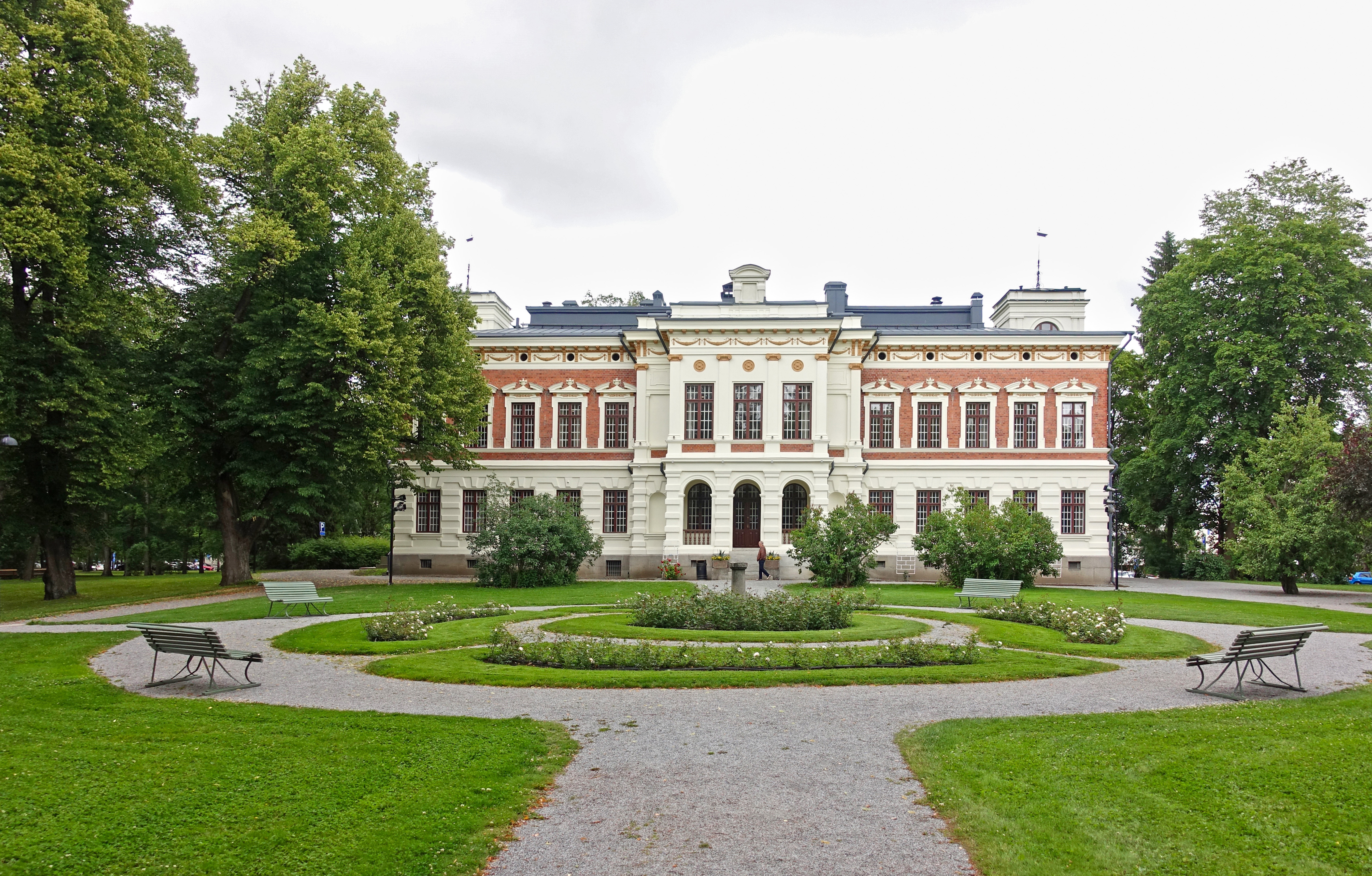
El edificio principal de Hatanpää Manor, del, en Tampere, Finlandia

Casi todas las grandes casas solariegas medievales tenían su propio "parque de ciervos" contiguo, delimitado (es decir, cerrado) por licencia real, que servía principalmente como almacén de comida en forma de "carne de venado". Dentro de estos parques con licencia, los ciervos no podían ser cazados por la realeza (con su enorme séquito viajero que necesitaba ser alimentado y entretenido), ni por los terratenientes vecinos ni por ninguna otra persona. Durante el siglo XVI, muchos "lords of manors" (caballeros de las casas señoriales) trasladaron sus residencias desde sus antiguas casas, a menudo situadas junto a la iglesia parroquial y cerca o en el pueblo, y construyeron una nueva dentro de los muros de sus antiguos parques de ciervos. Esto les dio más privacidad y espacio.

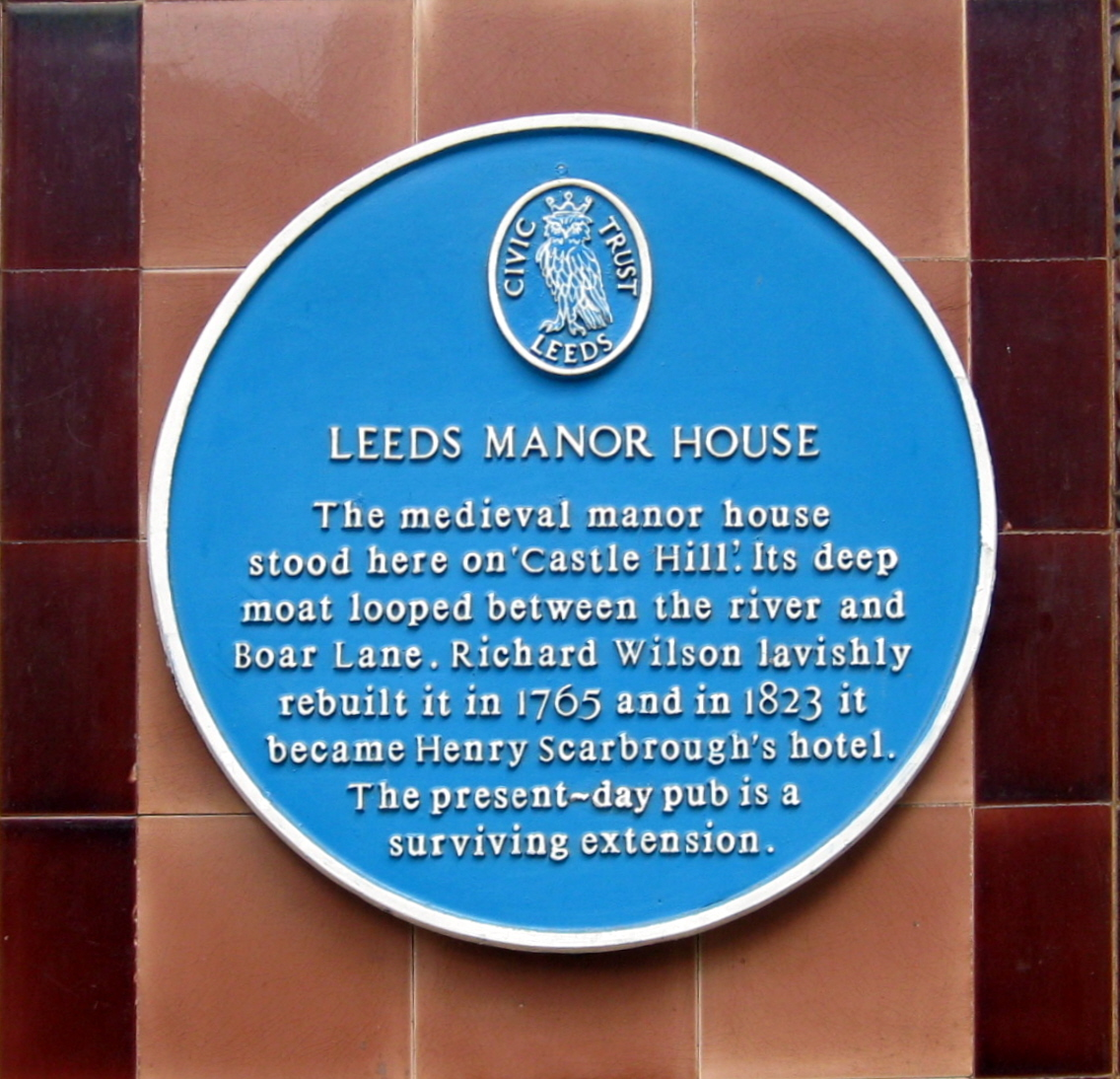
Placa Azul que recuerda que fue la "Casa señorial de Leeds", luego convertido en el Hotel Scarborough.

## Denominaciones
Si bien los sufijos dados a las casas señoriales en los últimos siglos tienen poco significado y muchos han cambiado con el tiempo, en siglos anteriores los nombres de las estas casas tenían connotaciones específicas.
- Court (Corte) - Este sufijo comenzó a usarse en el siglo XVI[3][4][5] y se aplicó a los edificios donde los "señores" (lords) recibirían a sus inquilinos o arrendatarios (es decir, "tener una corte").[6]
- Castillo - los castillos no reales eran generalmente las residencias de los barones feudales, cuyas baronías podían comprender varias docenas de otros señoríos. El señorío en el que estaba situado el castillo se denominó caput (del latín "cabeza") de la baronía, por lo que todo verdadero castillo defensivo antiguo era también la casa señorial de su propio señorío. El sufijo "Castillo" también se usó para nombrar ciertas casas señoriales, generalmente construidas como castillos simulados, pero a menudo como casas reconstruidas en el sitio de un antiguo castillo real.
- Place (Palacio) – El sufijo "Place" es probable que haya sido una forma abreviada de "Palace" (palacio), un término comúnmente utilizado en el Renacimiento Italiano (Palacio) para denotar una residencia de la nobleza.
- Parque - entró en uso en los siglos XVIII y XIX

Las casas señoriales (en inglés: Manor Houses), aunque en su mayoría eran las residencias para los "señores" o lords de los señoríos en las que estaban situadas, históricamente no fueron nombradas con el sufijo "Manor", hasta el siglo XIX, como Hughenden Manor o Waddesdon Manor. El uso es a menudo un sufijo general moderno para una casa antigua en una finca, verdadera casa señorial o no.
El equivalente alemán de una casa solariega es Gutshaus (o Gut, Gutshof, Rittergut, Landgut o Bauerngut). También Herrenhaus y Domäne son términos comunes. Schloss (pl. Schlösser) es otra palabra alemana para un edificio similar a una casa solariega, una casa señorial, un castillo o un palacio. Otros términos usados en alemán son Burg (castillo), Festung (fuerte/fortaleza) y Palais/Palast (palacio).

## Francia

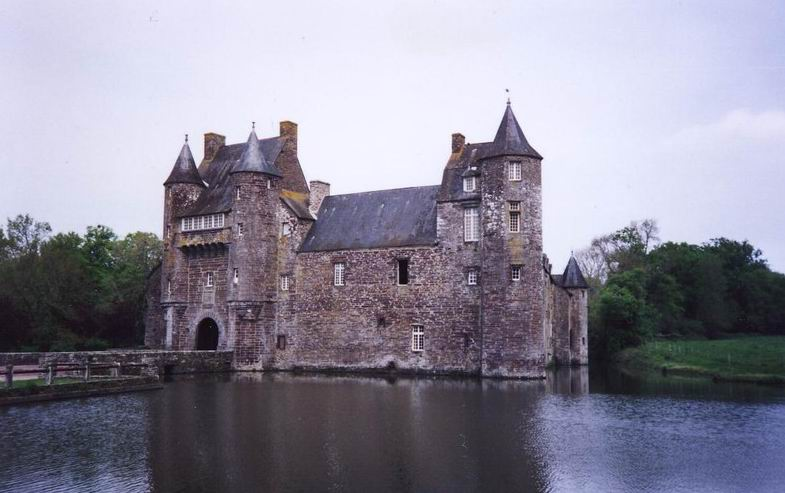
Château de Trécesson, una casa señorial del siglo XIV en Morbihan, Bretaña

En Francia, los términos château o manoir se usan a menudo como sinónimos para describir una casa señorial francesa; maison-forte es la denominación de una casa fuertemente fortificada, que puede incluir dos conjuntos de muros de encierro, puentes elevadizos y un salón en la planta baja o salle basse que se usaba para recibir a campesinos y plebeyos. La salle basse también era la ubicación de la corte señorial, con la ubicación de los asientos del seigneur's o señor a menudo marcada por la presencia de una crédence de justice o armario de pared (estantes construidos en las paredes de piedra para guardar documentos y libros asociados con la administración de los dominios o del droit de justice o derecho de justicia). La salle haute o salón superior, reservado para el señor y donde recibía a sus invitados de alto rango, a menudo era accesible por una escalera de caracol exterior. Por lo general, estaba "abierto" hasta las vigas del techo, como en casas inglesas similares. Esta sala más grande y mejor decorada generalmente se ubicaba sobre la sala de la planta baja. Las habitaciones privadas del señor y su familia a menudo estaban ubicadas fuera del salón superior del primer piso e invariablemente tenían su propia chimenea (con una chimenea finamente decorada) y, con frecuencia, una letrina.
Además de tener pasillos inferiores y superiores, muchas casas solariegas francesas también tenían entradas parcialmente fortificadas, torres de vigilancia y muros de cerramiento que estaban equipados con aspilleras para mayor protección. Algunas mansiones más grandes del siglo XVI, como el Château de Kerjean en Finisterre, Bretaña, incluso fueron equipadas con zanjas y obras preliminares que incluían plataformas para cañones. Estos arreglos defensivos permitieron que las maisons-fortes y las casas señoriales rurales estuvieran a salvo a un coup de main o golpe de mano perpetrado por una banda armada, muchas de las cuales vagaban por el campo durante los tiempos turbulentos de la Guerra de los Cien Años y las Guerras de Religión francesas; pero estas casas señoriales fortificadas no podrían haber resistido un asedio prolongado emprendido por un ejército regular equipado con máquinas de asedio o artillería pesada.

## Alemania
El idioma alemán usa términos como Schloss o Gutshaus para lugares que funcionaban como el centro administrativo de un señorío. Gut(shaus) implica un conjunto más pequeño de edificios dentro de un entorno más agrícola, generalmente propiedad de la nobleza terrateniente de menor rango, mientras que Schloss describe lugares más representativos y más grandes. Durante el siglo XVIII, algunas de estas casas señoriales se convirtieron en centros locales de cultura donde la nobleza local, a veces inspirada por lo que habían experimentado durante una gran gira de viajes, imitaba el estilo de vida de la alta nobleza, creando lujosos parques, colecciones de arte o mostrando una interés por la ciencia y la investigación.

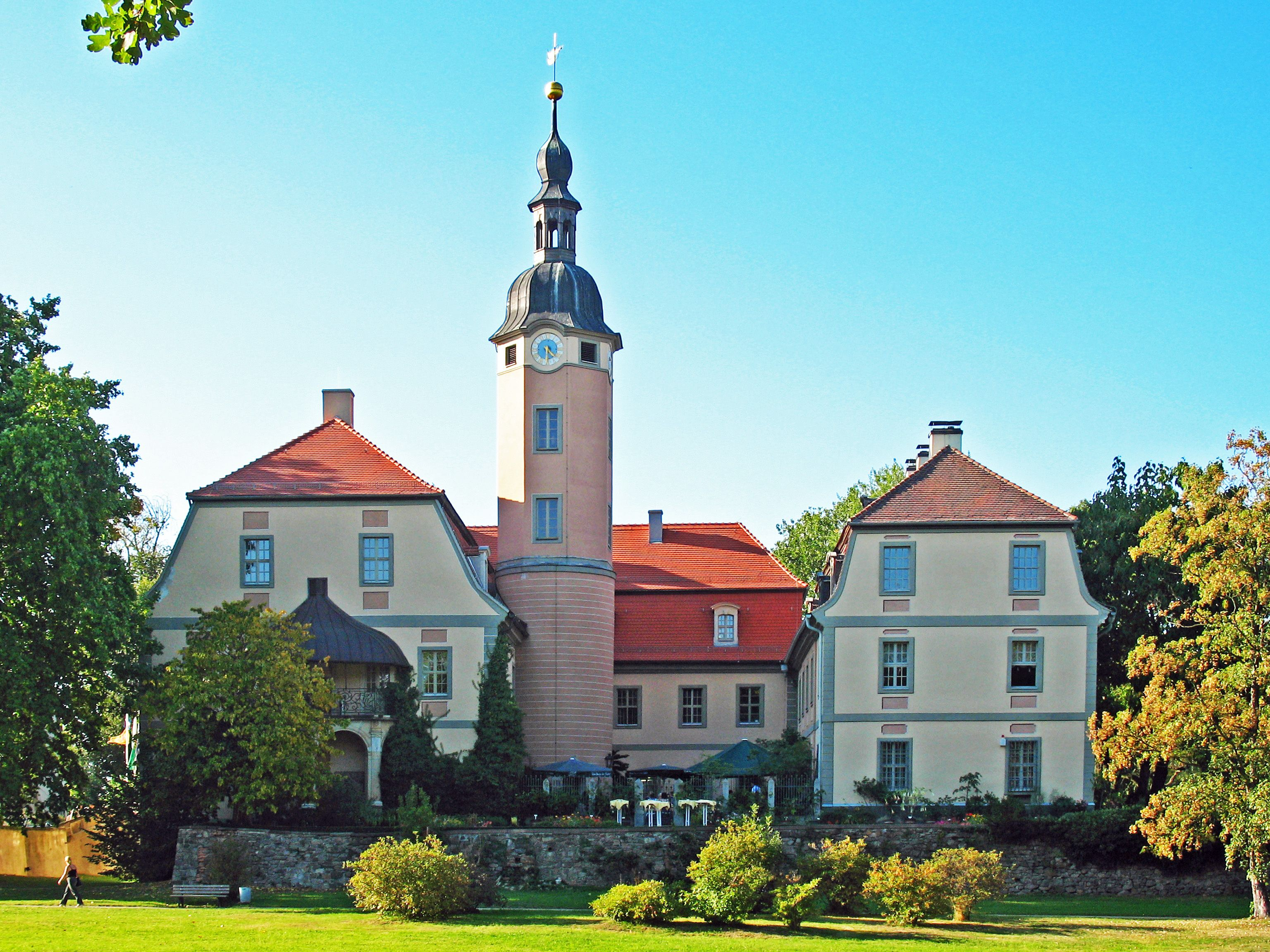
Schloss Machern (Castillo de Machern) cerca de Leipzig es un ejemplo típico de una casa señorial que evolucionó de un castillo medieval que originalmente estaba protegido por un foso de agua y luego se convirtió en un castillo de estilo barroco con características arquitectónicas típicas de la época y uno de los primeros parques de estilo inglés en Alemania.

## Países Bajos

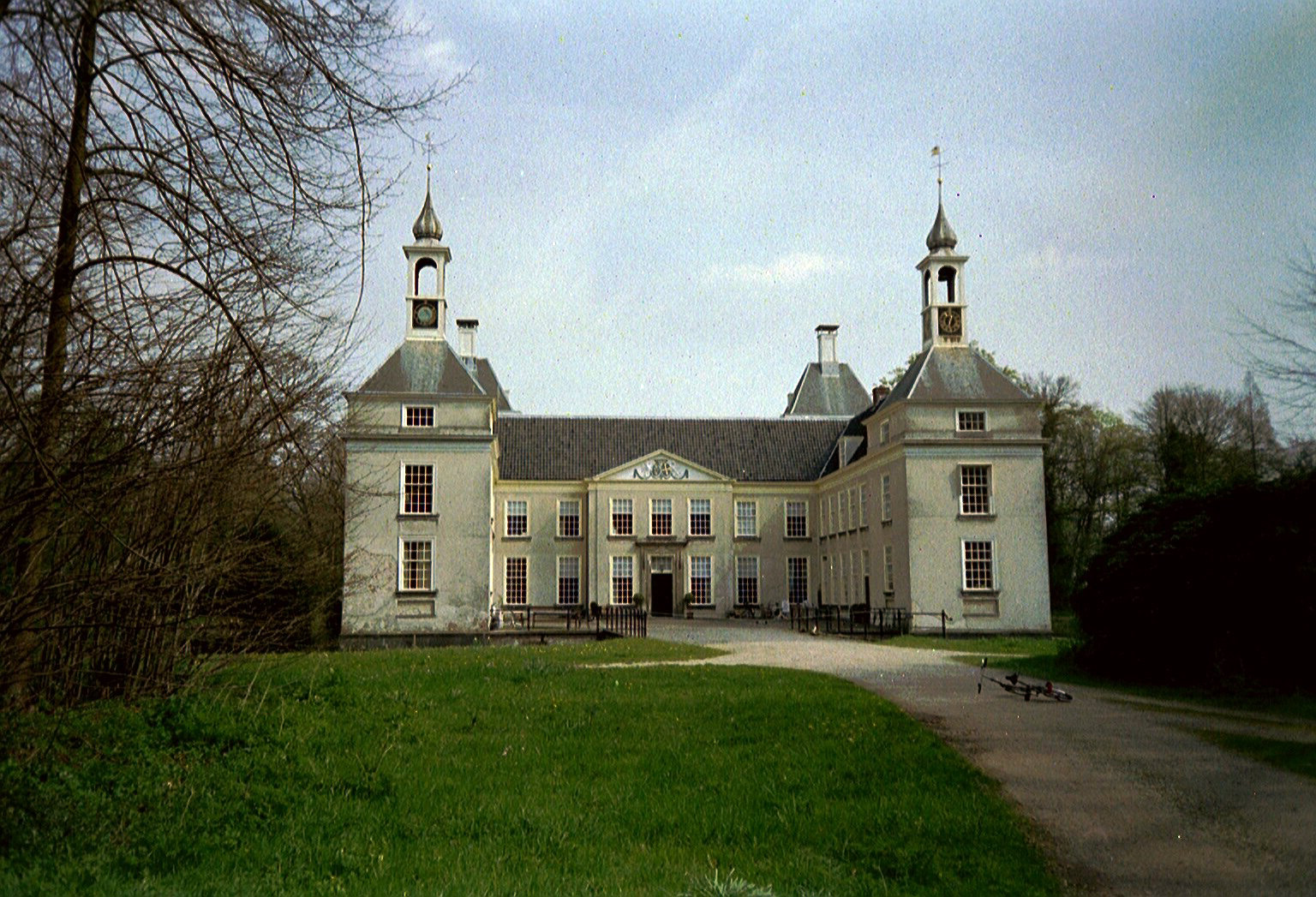
Casa Warmond (Huis te Warmond), la casa señorial del Hoge Heerlijkheid o Alto Señorío de Warmond en los Países Bajos

Hay muchas casas señoriales históricas en los Países Bajos. Algunos se han convertido en museos, hoteles, centros de conferencias, etc. Algunos están ubicados en urbanizaciones y parques.
Muchas de las primeras casas son el legado del sistema feudal llamaso heerlijkheid o dominio. Los holandeses tenían un sistema señorial centrado en la propiedad del señor local. En holandés medio, esto se llamaba vroonhof o vroenhoeve, una palabra derivada de la palabra proto-germánica fraujaz, que significa "señor". Esto también se llamó hof y la casa del señor hofstede. Se utilizaron otros términos, incluidos landhuis (o simplemente huis), ridderhofstad (Utrecht), stins o estado (Frisia) o havezate (Drente, Overijssel y Güeldres). Algunos de estos edificios fueron fortificados. En el país se encuentran varios castillos asociados con la nobleza. En holandés, un edificio como este se llamaba kasteel, slot, burcht o (en Groningen) borg.
Durante la Edad de Oro holandesa en el siglo XVII, los comerciantes y regentes que buscaban formas de gastar su riqueza, compraron propiedades en el campo y construyeron grandes casas nuevas, a menudo solo para uso de verano. Algunos compraron casas señoriales y castillos existentes de la nobleza. Algunas casas de campo se construyeron sobre las ruinas de castillos anteriores que habían sido destruidos durante la Guerra de los Ochenta Años. Los propietarios, aspirantes a la nobleza, adoptaron el nombre del castillo anterior.
Estas casas de campo o casas señoriales (llamadas buitenplaats o buitenhuis en holandés) estaban ubicadas cerca de la ciudad en áreas pintorescas con una fuente de agua limpia. Las familias adineradas enviaban a sus hijos al campo en el verano a causa de los canales putrefactos y las enfermedades de la ciudad. Todavía existen algunos, especialmente a lo largo del río Vecht, el río Amstel, el Spaarne en Kennemerland, el río Vliet y en Wassenaar. Algunos están ubicados cerca de antiguos lagos (ahora pólderes) como Wijkermeer, Watergraafsmeer y Beemster. En el siglo XIX, con las mejoras en la gestión del agua, se pusieron de moda nuevas regiones, como Utrechtse Heuvelrug y el área alrededor de Arnhem.
Hoy existe una tendencia a agrupar estos grandes edificios en la categoría de "castillos". Hay muchos castillos y buitenplaatsen o casas de campo en las doce provincias. Una casa más grande que el promedio se llama hoy villa o herenhuis, pero a pesar del gran nombre, no es lo mismo que una casa señorial.

## Polonia
La forma arquitectónica de la casa señorial polaca (polaco: dwór) evolucionó alrededor del Renacimiento polaco tardío y continuó hasta la Segunda Guerra Mundial, que, junto con la ocupación comunista de Polonia, significó el fin de la nobleza en ese país. Un decreto de 1944 nacionalizó la mayoría de las mansiones como propiedad de los nobles, pero pocas se adaptaron a otros fines. Muchos cayeron lentamente en la ruina durante las siguientes décadas.
Polonia heredó muchas casas señoriales de estilo alemán (Gutshäuser) después de que Polonia se hiciera cargo de partes del este de Alemania después de la Segunda Guerra Mundial.

## Portugal

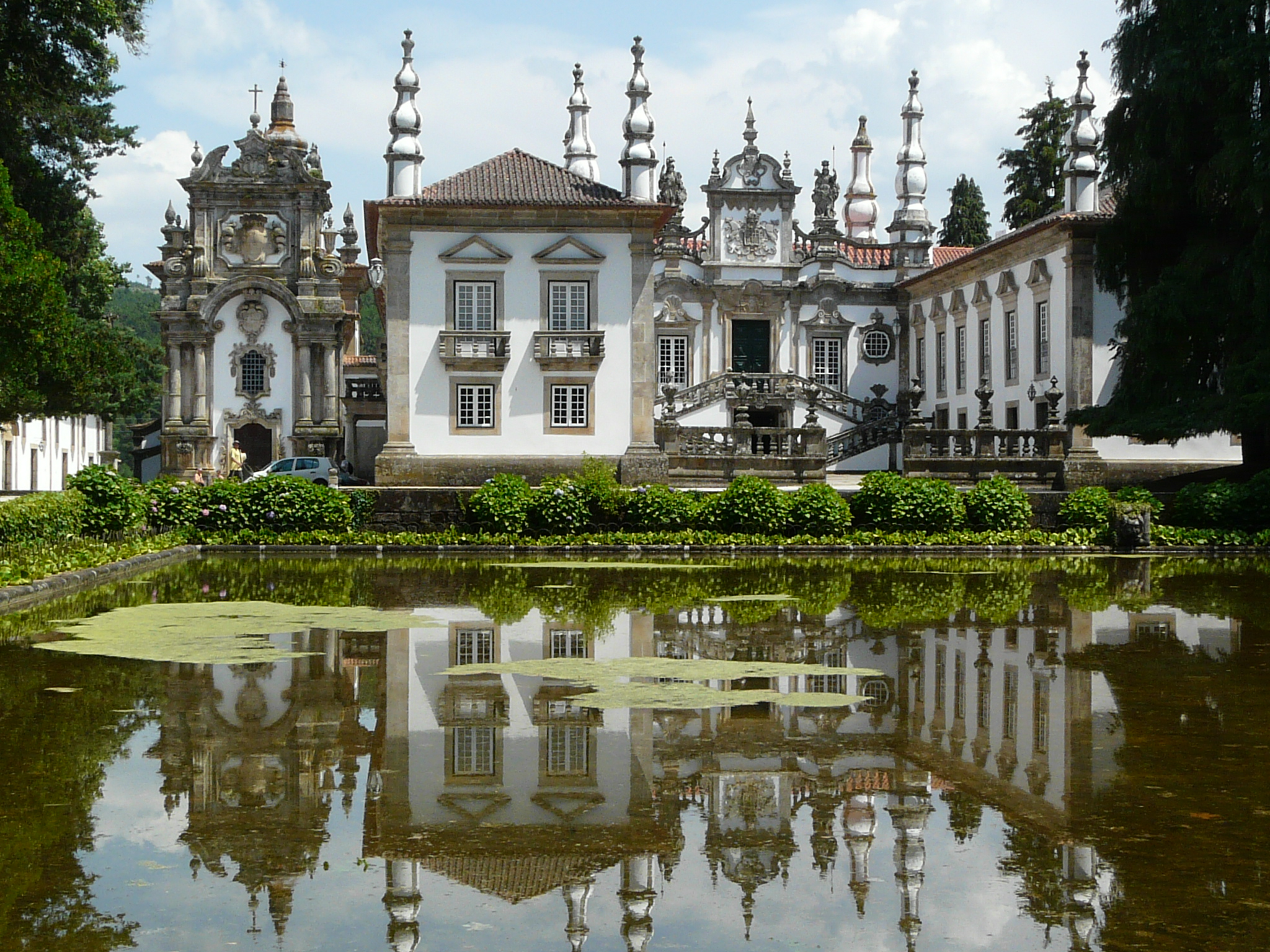
Solar de Mateus, Vila Real, Portugal

En Portugal, era bastante común durante el siglo XVII y a principios del XX que la aristocracia tuviera casas de campo. Estas casas, conocidas como solares (paços, cuando el señorío tenía cierta altura o tamaño; quintas, cuando el señorío incluía una suma de tierra), se encontraban particularmente en el norte, generalmente más rico, de Portugal, en Beira, Minho y Provincias de Tras-os-Montes. Muchos se han convertido en un tipo de hotel llamado pousada o posada.
Quinta es un término usado en el mundo de la Lengua portuguesa, que se aplica de diversas formas a las casas señoriales o a las haciendas en su conjunto.

## España
En España las casas señoriales eran casa solariegas donde residían los jefes de familias nobles. Dependiendo de la región geográfica donde se ubican, el rango nobiliario de la familia propietaria o el tamaño de la construcción se denominan de diferente manera.
El palacio es una gran residencia suntuosamente decorada, genéricamente una casa solariega que albergaba a una familia noble. Deriva del nombre latino Palātium, la colina de las residencias imperiales en Roma.

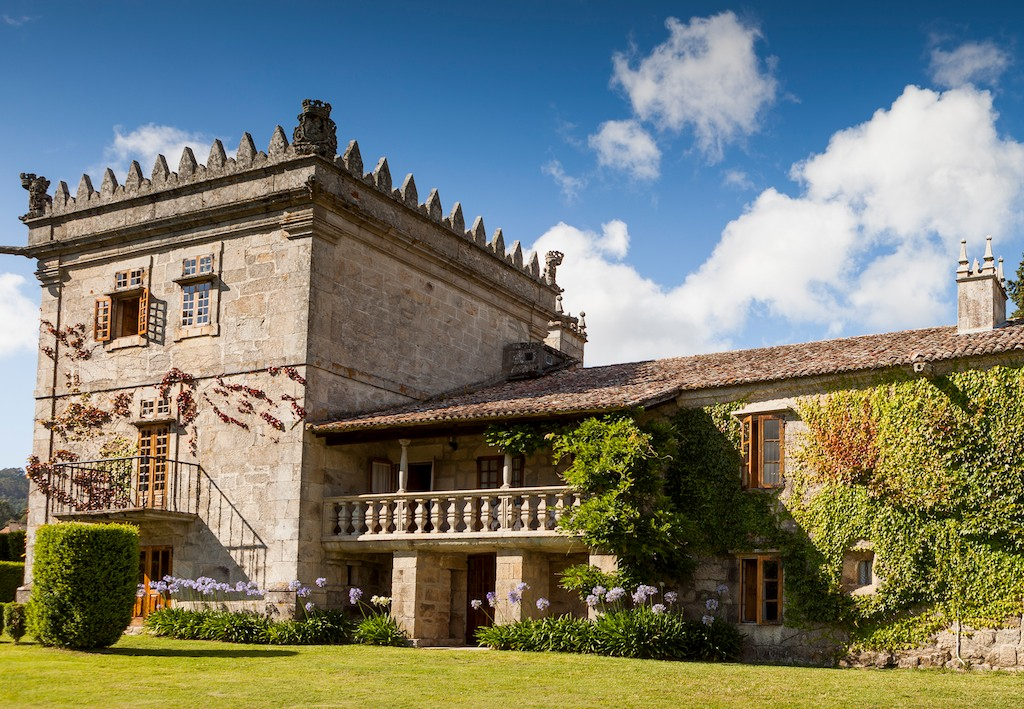
Pazo da Touza, Galicia

El Pazo es una casa solariega  gallega generalmente situada en el campo que fue la antigua residencia de un noble o persona destacada. Fueron de crucial importancia para las comunidades rurales y monásticas que los rodeaban. El pazo era una estructura arquitectónica tradicional asociada a una comunidad y red social. Suele estar formado por un edificio principal rodeado de jardines, un palomar y dependencias como pequeñas capillas para celebraciones religiosas.

## Estados Unidos

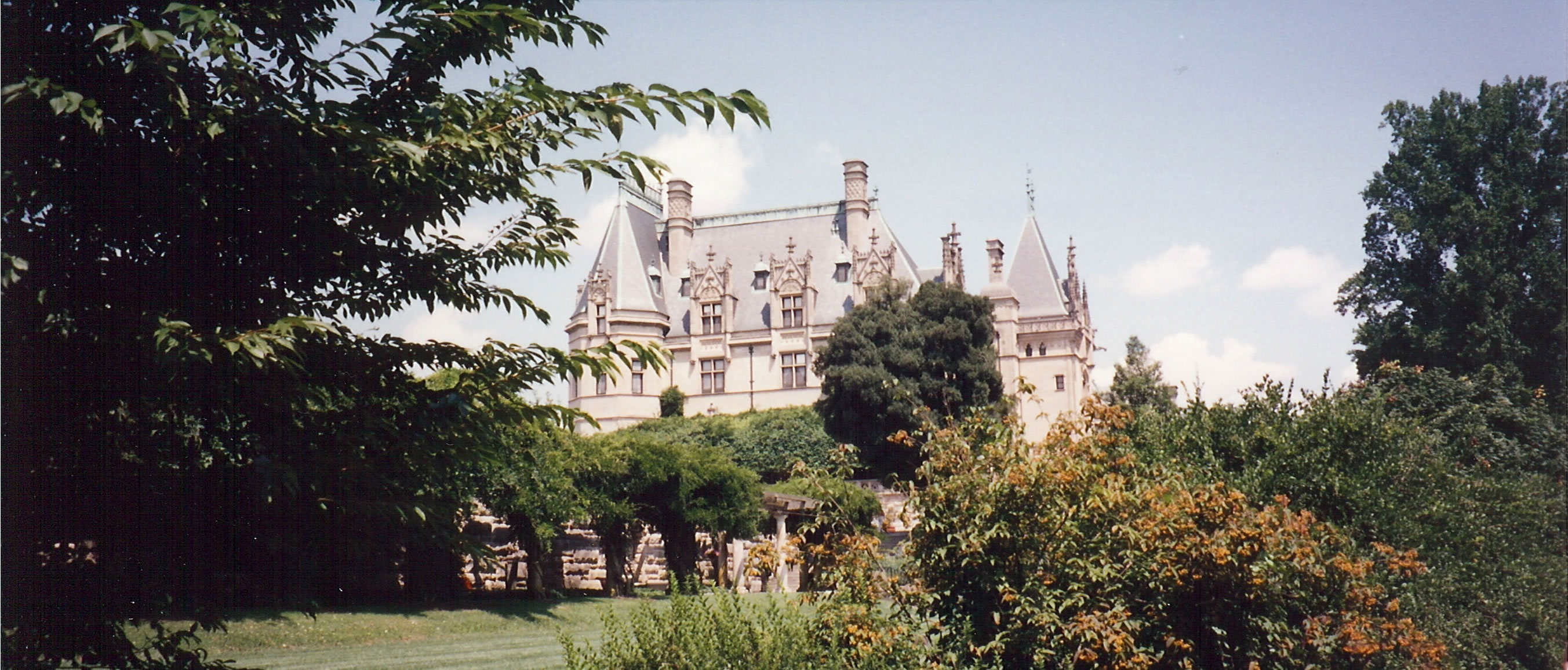
Biltmore Estate en Carolina del Norte

Antes de la fundación de los Estados Unidos, las potencias coloniales como Gran Bretaña, Francia y los Países Bajos hicieron concesiones de tierras a personas favorecidas en las colonias originales que evolucionaron hasta convertirse en grandes propiedades agrícolas que se asemejaban a los señoríos familiares para los europeos. De hecho, los padres fundadores como George Washington, Thomas Jefferson y James Madison fueron los propietarios de grandes propiedades agrícolas otorgadas por los gobernantes coloniales y construyeron grandes casas señoriales desde las cuales se administraban estas propiedades (por ejemplo, Mount Vernon, Monticello). Sin embargo, había distinciones importantes. Las propiedades agrícolas estadounidenses a menudo dependían de esclavos en lugar de arrendatarios o siervos, que eran comunes en Europa en ese momento. Los propietarios de las haciendas agrícolas estadounidenses no tenían títulos nobiliarios y no existía una estructura política legalmente reconocida basada en una clase aristocrática terrateniente. Como resultado, esto limitó el desarrollo de un sistema de propiedad de tierras feudal o señorial a solo unas pocas regiones, como Tidewater y Piedmont Virginia, País Bajo de Carolina, el Delta de Mississippi y el Valle del Río Hudson en los primeros años de la república. El sur de California (bajo la administración española y mexicana) también desarrolló una sociedad señorial primitiva. Sin embargo, incluso estas excepciones no produjeron estructuras sociales, políticas y económicas señoriales al estilo europeo y, con algunas excepciones notables, no dieron como resultado las extravagantes casas señoriales que se encuentran en toda Europa.
Hoy en día, las reliquias de la vida señorial temprana en los primeros Estados Unidos se encuentran en algunos lugares, como la costa este de Maryland, con ejemplos como Wye Hall y Hope House (Easton, Maryland), Virginia, Monticello y la Plantación Westover, el Valle del Río Hudson. de Nueva York o el sitio histórico Clermont State o a lo largo del río Misisipi, como Lansdowne (Natchez, Mississippi). Con el tiempo, estas grandes propiedades fueron subdivididas a medida que se volvieron económicamente insostenibles y ahora son una fracción de su extensión histórica. En los estados del sur, la desaparición de la esclavitud en las plantaciones después de la Guerra Civil o de Secesión dio lugar a una economía agrícola que en apariencia tenía similitudes con la "servidumbre" europea, esta duró hasta principios del siglo XX. Biltmore Estate en Carolina del Norte (que todavía es propiedad de los descendientes del constructor original, un miembro de la familia Vanderbilt) es un intento más moderno, aunque fallido, de construir una pequeña sociedad señorial cerca de Asheville, Carolina del Norte.
La mayoría de las casas de estilo señorial construidas desde la Guerra Civil eran simplemente retiros en el campo para industriales adinerados de fines del siglo XIX y principios del XX y tenían poca función agrícola, administrativa o política. Ejemplos de estas casas incluyen el Castillo Hill (Ipswich, Massachusetts), la Mansión Vanderbilt y el Castillo Hearst. Un raro ejemplo de propiedad hereditaria en los Estados Unidos que incluye una casa de tipo señorial es la Isla Gardiners, una isla privada que ha estado en la misma familia desde el siglo XVII y contiene una casa de arquitectura georgiana. Hoy en día, algunas casas señoriales de importancia histórica y arquitectónica en los Estados Unidos son museos. Sin embargo, muchos todavía funcionan como residencias privadas, incluidas muchas de las casas solariegas de la era colonial que se encuentran en Maryland y Virginia, algunas de las cuales aún pertenecen a las familias originales.
A diferencia de Europa, Estados Unidos no creó un estilo arquitectónico nativo común a las casas señoriales. Un estilo arquitectónico típico utilizado para las casas de estilo señorial estadounidense en la región del Atlántico medio es la arquitectura georgiana, aunque a fines del siglo XVIII surgió una variante local del georgiano llamada arquitectura Federal. Un ejemplo típico de una casa señorial georgiana es Tulip Hill en Maryland. Otros estilos tomados de Europa incluyen Châteauesque con Biltmore Estate como ejemplo, la arquitectura Tudor del Parque histórico estatal Planting Fields Arboretum y la arquitectura neoclásica con Monticello como ejemplo destacado. En el sur de Antebellum, muchas casas de plantación se construyeron en el estilo arquitectónico del neogriego.

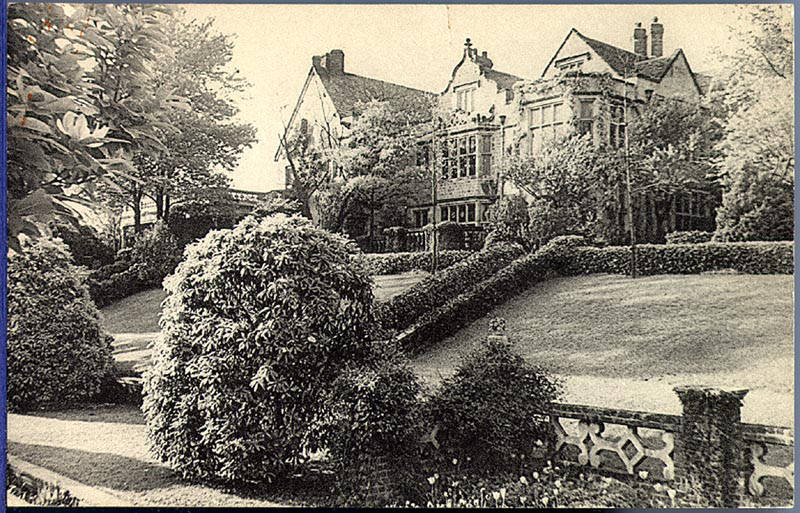
Virginia House, vista lateral desde el jardín

Virginia House es una antigua casa señorial inglesa del siglo XVI que combina tres románticos diseños Tudor. En 1925, se trasladó a Richmond, Virginia a partir de secciones principales que datan de la remodelación de 1620 de un priorato en Warwickshire, Inglaterra y se reconstruyó en una ladera con vista al río James en el barrio de Windsor Farms. Virginia House ahora es propiedad y está operada por la Sociedad Histórica de Virginia. Cuando los propietarios Alexander y Virginia Weddell rediseñaron el interior, se convirtió en una casa moderna para su época con calefacción central, siete baños completos, una cocina moderna y armarios grandes. Los casi ocho acres de jardines y terrenos en los que descansa Virginia House fueron diseñados por Charles Gillette. La casa se ha conservado y en gran parte se mantiene original como cuando los Weddell vivían allí. Virginia House está en el Listado del Registro Nacional de Lugares Históricos en Richmond, Virginia.